# Krokodil i njegov nilski konj
"Krokodil i njegov nilski konj" (tal. Io sto con gli ippopotami) je talijanska komedija iz 1979. koju je režirao Italo Zingarelli. To je 12. od ukupno 17 filmova u kojima su zajedno glumili Bud Spencer i Terence Hill. Filmske lokacije snimane su u Južnoj Africi, u blizinu Johannesburga.
U Njemačkoj je izrezano otprilike 8 minuta trajanja filma.

## Radnja
Afrika. Tom "Nilski konj" vozi turiste i lovce u svojem džipu po prirodi, pokazujući im afričke životinje u svojevrsnom safariju. Međutim, njegov rođak Slim "Krokodil" se zalaže za životinjska prava te se snažno protivi lovu. Nakon dugo vremena, Slim se vrati i uništi mu gumu na džipu koji se sruši u vodu. Ljutiti Tom potom počne proganjati Slima sve dok mu ovaj ne pobjegne u obližnji grad. Zajedno se ipak sretnu kod kuće Mame Leone. Slim mu da naznake da ima novca, pa ga stoga Tom pokušava nagovoriti da kupe autobus za safari, ali samo za turiste, ne i za lovce na životinje.
Istodobno, pojavi se tajkun Ormond, bivši boksač, koji planira raseliti ljude iz sela kako bi tamo izgradio kaveze za zarobljene životinje, koje bi potom deportirao u zološki vrt u Ontario. Kada Tom i Slim prebiju njegove ljude, ovaj ih pozove k sebi na raskošnu večeru kako bi ih podmitio da ga puste da radi što hoće, no bez uspjeha. Ormond stoga podmiti policiju koja uhapsi Toma. Ipak, Slim ga uspije spasiti iz zatvora uz pomoć buldožera. Na kraju, u stilu velikog obračuna, njih dvoje se pojave na Ormondovom brodu te ga prebiju, a zarobljene životinje puste na slobodu.

## Glume
- Bud Spencer - Tom "Nilski konj"
- Terence Hill - Slim "Krokodil"
- Joe Bugner - Ormond
- May Dlamini - Mama Leone
- Dawn Jürgens - Stella

## Kritike
| „                 | "Krokodil i njegov nilski konj" nudi sve što se očekuje od jednog tipičnog Spencer/Hill filma: brojne tučnjave, koje se uvijek odvijaju po istom principu (Bud Spencer glumi snažnog tipa, Terence Hill lukavog) i brojne šale, koje katkad više a katkad manje uspijevaju dočarati osmijeh na licu gledatelja. Dodatak filma je čak jedna pristojna ekološka poruka, što se s obzirom na godinu nastanka filma doima poput gotovo revolucionarne geste. Tako se Bud Spencer i Terence Hill zalažu za prava životinja u filmu, time da ih oslobađaju kandži kapitalističkih velelovaca... "Krokodil i njegov nilski konj" je simpatičan film, koji funkcionira isključivo zbog buđenja zaboravljenih sjećanja iz djetinjstva. Jer koliko god bilo zabavno gledati Spencera i Hilla na DVD-u, teško je previdjeti da je film pomalo zastario i trom. | ” |
| — Andreas Bätzel, | |   |

## Vanjske poveznice
- Krokodil i njegov nilski konj u internetskoj bazi filmova IMDb-a
- Krokodil i njegov nilski konj na Rotten Tomatoes